# Vendaphaea
Vendaphaea is een geslacht van spinnen uit de familie van de loopspinnen (Corinnidae).

## Soorten
- Vendaphaea lajuma Haddad, 2009